# Puruándiro (municipi)
Puruándiro és un municipi de l'estat de Michoacán. Puruándiro és el cap de municipi i principal centre de població d'aquesta municipalitat. Aquest municipi és a la part sud de l'estat de Michoacán de Ocampo. Limita al nord amb els municipis de Cuitzeo, al sud amb Zinapecuaro, a l'oest amb Santa Clara i a l'est amb Querendaro.